# 베버 마레크
베버 마레크(독일어: Weber Marek)는 독일의 지휘자 및 바이올린 연주자이다. 그는 독일에서 태어나 1920년대 말부터 독일 탱고계에서 활약하였고 《장미의 탱고》를 연주하여 일약 유명해졌다. 일찍이 콘티넨탈 탱고계의 탑 아티스트로 군림한 적도 있다.